# Acacia etbaica
Vachellia etbaica (antiga Acacia etbaica) é uma espécie de leguminosa do gênero Acacia, pertencente à família Fabaceae.